# Hvv RAS
De Haagse voetbalvereniging RAS is een  voetbalvereniging die werd opgericht op 28 juli 1928.
Het standaardelftal speelt in de Vierde klasse zaterdag (2024/25).

## Geschiedenis
De voetbalvereniging zag het levenslicht tijdens een oprichtingsvergadering in café "Emma" aan het Regentesseplein in Den Haag.
De oorspronkelijke naam was R.A.S., een afkorting die stond voor Rijks Ambtenaren Sportvereniging. De eerste jaren waren dan ook vooral ambtenaren, veelal van het Ministerie van Financiën, lid van deze vereniging. Sinds 1990 zijn de puntjes tussen de letters verdwenen en wordt de naam RAS gehanteerd.
De vereniging speelt aan de Albardastraat in Den Haag waar het zijn verblijf deelt met HVV ODB.
Tim Krul, doelman van Norwich City en regelmatig opgenomen in de selectie van het Nederlands elftal, is zijn voetbalcarrière bij deze vereniging begonnen.

## Competitieresultaten 1951–heden
| 6 4B |

| 1 4A |

| 2 4A |

| 8 4B |

| 5 4A |

| 8 4B |

| 9 4B |

| 6 4A |

| 10 4A |

| 7 4B |

| 4 4A |

| 7 4B |

| 3 4B |

| 7 4C |

| 8 4B |

| 10 4B |

|  |

|  |

|  |

| 12 4B |

|  |

|  |

|  |

| 3 5B |

|  |

|  |

| 3 5C |

| 6 5B |

| 4 5B |

| 5 5A |

| 2 5C |

| 3 4C |

| 3 4A |

| 3 3B |

| 8 3A |

| 5 3A |

| 2 3C |

| 10 2C |

| 12 2C |

| 12 3C |

| 7 4C |

| 9 4B |

| 9 4B |

| 2 4B |

| 8 4B |

| 5 4D |

| 10* 4E |

| 12* 4E |

| 8 4E |

| 11 4C |

| 1 5C |

- = Dit seizoen werd stopgezet vanwege de uitbraak van het coronavirus. Er werd voor dit seizoen geen officiële eindstand vastgesteld.

| Tweede divisie | Derde divisie | Vierde divisie | Eerste klasse |
| Tweede klasse  | Derde klasse  | Vierde klasse  | Vijfde klasse |

## Bekende (oud-)spelers
- Toon Bauman
- Tim Krul